# Fosse Jeanne Colard
La fosse Jeanne Colard de la Société Desaubois puis de la Société Desandrouin-Taffin est un ancien charbonnage du bassin minier du Nord-Pas-de-Calais, situé à Fresnes-sur-Escaut. Commencée en 1718, la houille y est découverte le 3 février 1720 après dix-huit mois de travaux, pour la première fois dans le bassin minier hors Boulonnais. Mais le 24 décembre 1720, une pièce du cuvelage rompt et entraîne l'inondation du puits. Ceci entraîne la disparition de la Société Desaubois.
Une nouvelle compagnie est fondée par Jean-Jacques Desandrouin et Pierre Taffin : la Société Desandrouin-Taffin. Celle-ci ouvre deux nouveaux puits, Jeanne Colard nos 2 et 3, sur le carreau de fosse, mais les abandonne en 1732 à cause de venues d'eau. De nombreuses fosses sont ensuite ouvertes dans le secteur.
Des habitations sont bâties sur le carreau de fosse. Au début du XXIe siècle, Charbonnages de France matérialise la tête du puits Jeanne Colard no 2, y installe un exutoire de grisou, pose une borne pour le puits no 1 et une simple plaque d'identification pour le puits no 3. Le monument à la découverte du charbon a été inscrit le 30 juin 2012 sur la liste du patrimoine mondial de l'Unesco.

## La fosse
Jean-Jacques Desandrouin et Pierre Taffin commencent à rechercher de la houille en 1716. Ils fondent la Société Desaubois avec Pierre Desandrouin-Desnoëlles, qui a besoin de charbon pour faire fonctionner sa verrerie de Fresnes-sur-Escaut, Jacques Richard et Nicolas Desaubois, la société prenant le nom de ce dernier.
Jacques Mathieu est l'ingénieur qui dirige les travaux des houillères que Jean-Jacques Desandrouin possède à Lodelinsart, près de Charleroi. Il part de cette commune le 18 juillet 1716 avec sa famille et vingt jeunes gens engagés pour un an par Jean-Jacques Desandrouin.

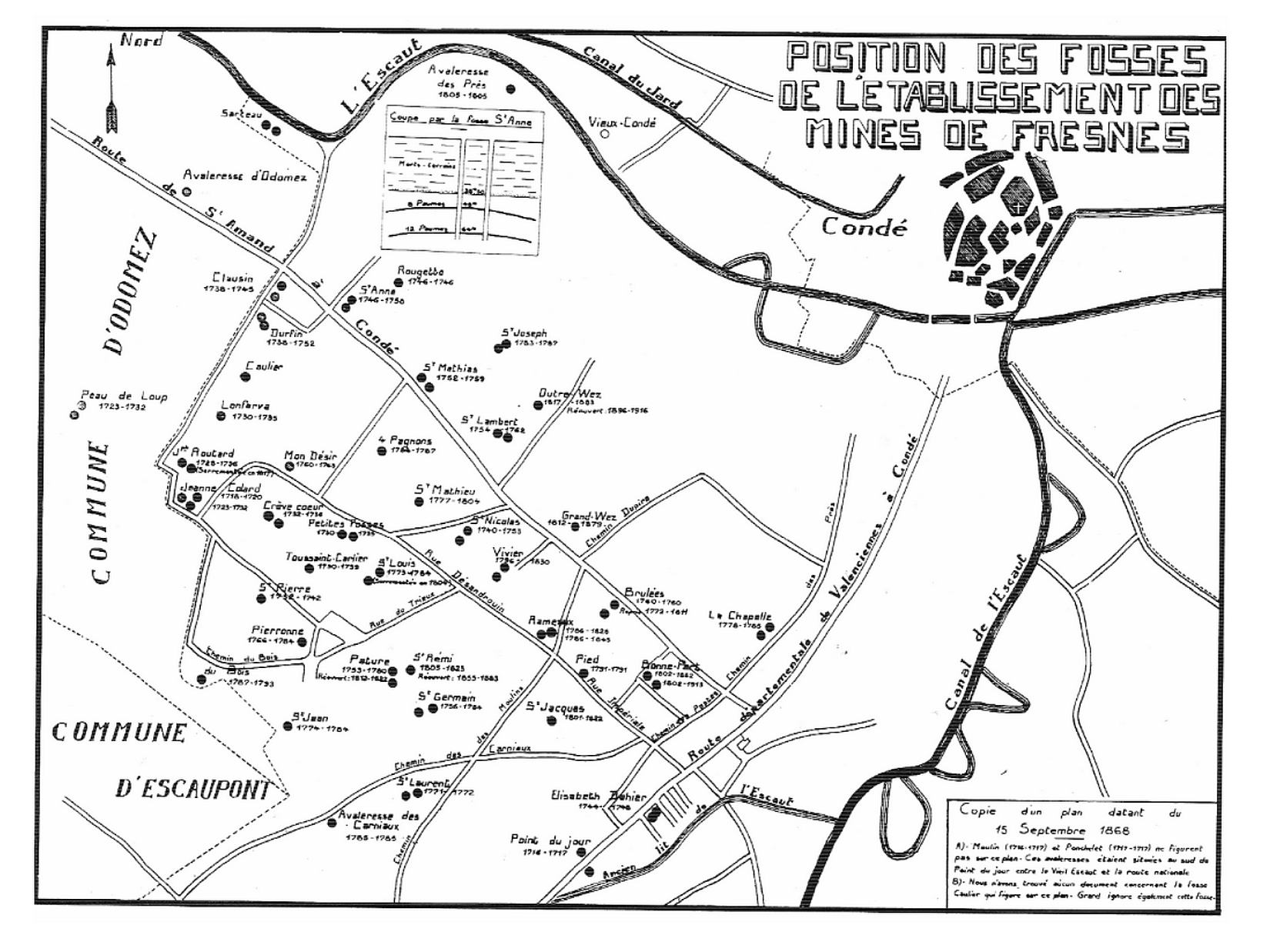
Les puits ouverts à Fresnes et dans les environs.

Trois fosses, constituées chacune de deux puits, sont commencées en 1716 sur les territoires de Fresnes-sur-Escaut et Escautpont : Point du jour, Le Moulin et Ponchelet, mais elles sont abandonnées l'année suivante à cause des venues d'eau qui inondent les puits en cours de fonçage.

### Fonçage
La fosse Jeanne Colard est ouverte en 1718, à l'ouest de Fresnes-sur-Escaut, à 1 890 mètres au nord-ouest de l'avaleresse Point du jour. L'orifice du puits, donc le sol du carreau de fosse, est situé à l'altitude de 23 mètres.

### Exploitation
Après un travail qui a duré dix-huit mois, joue et nuit, que l'on a découvert la houille. On arrive, le 3 février 1720, sur une veine que l'on a creusé dans toute son épaisseur, d'environ quatre pieds, et dont on a tiré du charbon de la largeur de la fosse, qui a environ huit pieds carrés, de manière que l'on a enlevé deux charretées, ce qui a été vite connu d'une bonne partie des habitants de la ville de Condé qui se sont rendus sur les lieux, ainsi que plusieurs habitants de Valenciennes, Douai et autres lieux qui, contents de cette découverte, en ont pris chacun un morceau pour l'emporter chez eux.
À la suite de cette nouvelle importante, M. d'Argension, intendant du Hainaut, se rend sur les lieux avec l'ingénieur en chef de Valenciennes, à l'effet de constater l'état des travaux. La nécessité d'achever la seconde fosse est reconnu, mais les dépenses ont été telles que les associés ont pu hésiter à les continuer. La première compagnie a dépensé 47 000 florins en 1716 et 1717, la seconde a dépensé 3 500 florins en 1717 et 1718 et 61 250 florins en 1719 et 1720. Avant de trouver le charbon, il a coûté 111 750 florins ou 139 687 livres et dix sous.
Le sieur Pierre Mathieu (fils aîné de Jacques), fait un effort et invente à cette période le cuvelage carré avec le picotage, dont personne jusqu'alors n'avait encore fait usage, parce que tant à Liège qu'à Charleroi, on travaille les veines de charbon où elles se montrent au jour. On en tire pour la valeur d'environ 2 000 livres, ou à peu près 300 chariots.

### Abandon
La veille de Noël 1720, un accident déplorable survient. Une planche, qui était de bois de hêtre au lieu de chêne, n'a pas pu résister à la poussée des eaux qui, par une irruption subite, submergent tous les travaux,.
Cet accident a fait perdre aux entrepreneurs plus de 20 000 livres. Ils n'ont pas pu profiter de la gratification de 35 000 livres précédemment accordée, parce qu'elle leur avait été payée en billets de banque, alors que ces billets étaient de nulle valeur. Dans ces circonstances, ils s'adressent de nouveau au gouvernement qui, par arrêt du 23 mai 1721, leur donne 200 chênes de la forêt de Mormal.
On tente de remédier à cet accident, de grandes dépenses sont faites pour le réparer, mais personne n'y est parvenu. Le 15 juillet 1721, les associés, réunis à Condé-sur-l'Escaut, vu « les difficultés, pour ne pas dire les impossibilités, de continuer l'entreprise, à cause des eaux qu'on n'a pas pu surmonter, nonobstant les efforts et les dépenses… » qu'ils ne sont « plus en état de soutenir », résolvent d'abandonner. Les fosses sont comblées, les machines, les pompes, les chevaux, tout est vendu.
Édouard Grar rapporte que la première fosse Jeanne Colard aurait été constituée de deux puits, mais dans des travaux plus récents, tout confirme que ce n'était pas le cas,,.

### Ouverture de deux nouveaux puits
En 1723, deux nouveaux puits, dénommés Jeanne Colard nos 2 et 3, sont ouverts par la Société Desandrouin-Taffin sur le carreau de fosse, c'est là que débute réellement l'exploitation minière. Le terrain houiller est atteint à la profondeur de 37 mètres. Le puits no 2 est de section carrée dont le côté est de 2,50 mètres, comme le puits no 3.
Les puits Jeanne Colard nos 2 et 3 sont définitivement abandonnés en 1732. Le puits no 2 est profond de 63 mètres, la composition du cuvelage n'est pas connue, pas plus que les accrochages. Il en est de même pour le puits no 3, qui est quant à lui profond de 65 mètres.

### Reconversion
Au début du XXIe siècle, Charbonnages de France matérialise la tête du puits Jeanne Colard no 2, y installe un exutoire de grisou, pose une borne pour le puits no 1 et une simple plaque d'identification pour le puits no 3. Le puits Jeanne Colard no 2 est situé sous une maison. Le puits est traité par jet grouting en 2005, et un regard de visite est implanté de manière déportée car le sondage est incliné. Le puits Jeanne Colard no 3 est supposé se trouver sous une habitation. La zone de protection totale couvre un rayon de 75 mètres. Le BRGM y effectue des inspections chaque année, tous les semestres. Le contrôle porte sur le niveau des remblais et la présence éventuelle de grisou en tête des puits.

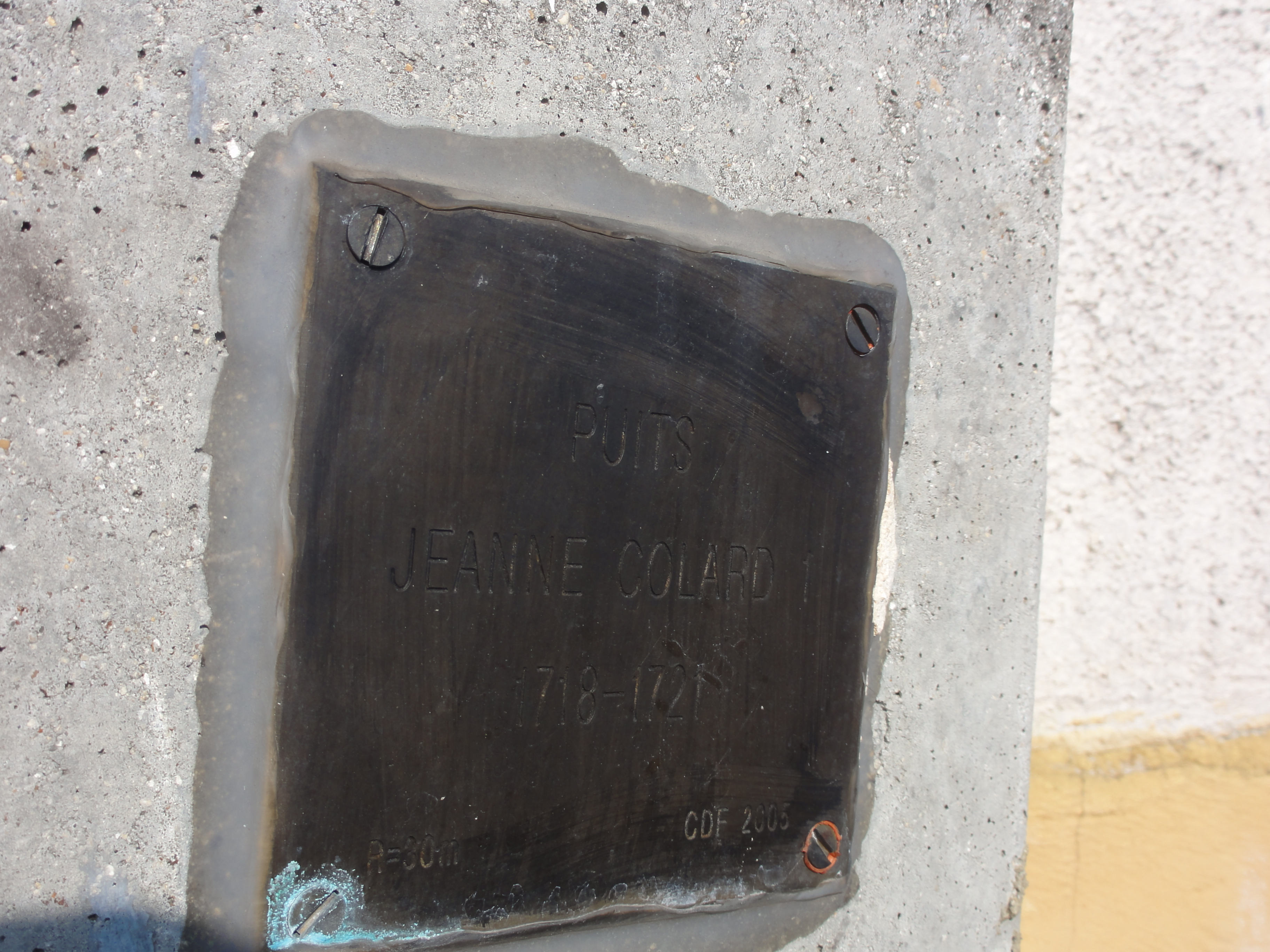
« Puits Jeanne Colard 1, 1718-1721 ».
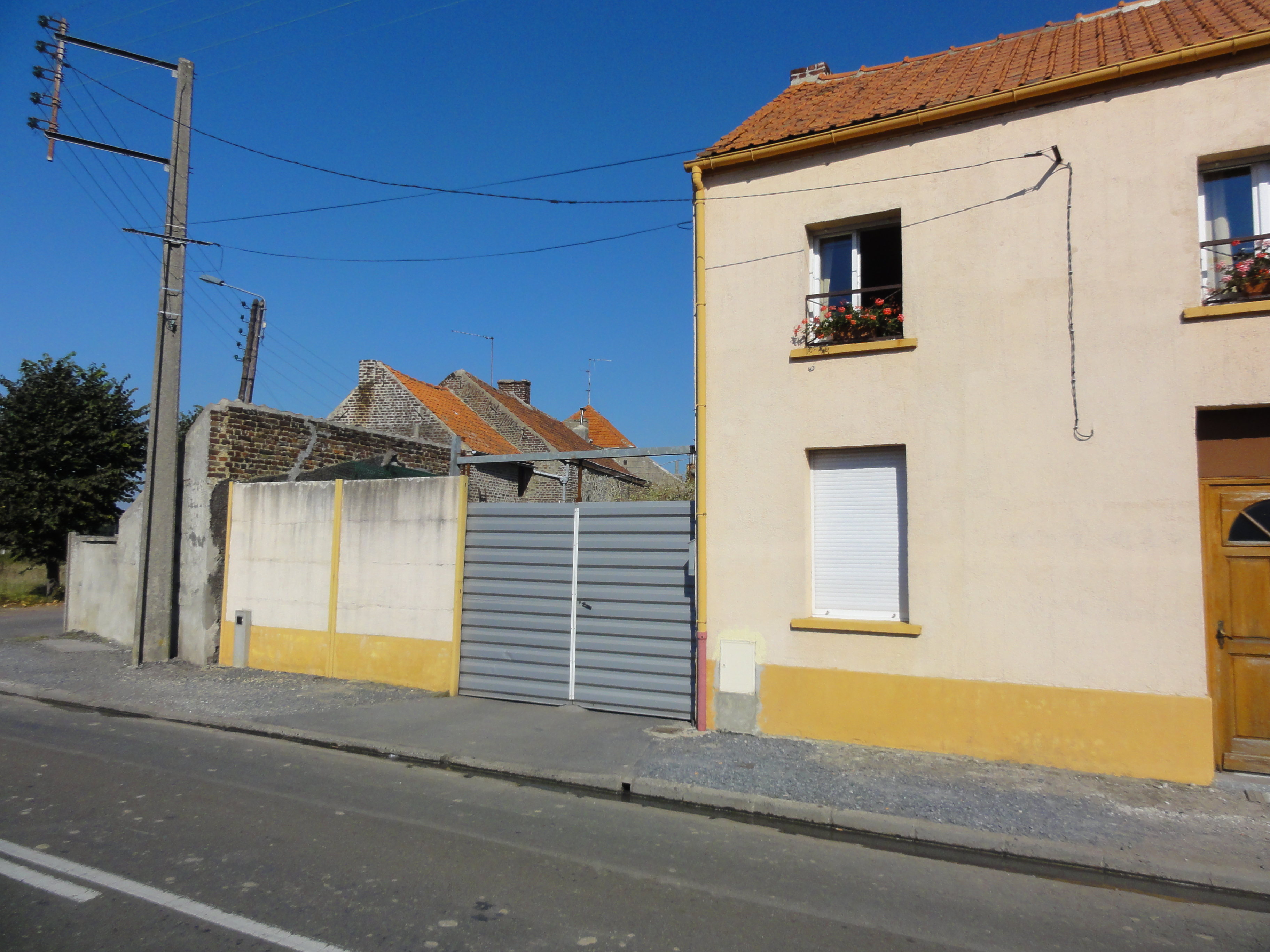
La borne du puits no 1 dans son environnement.
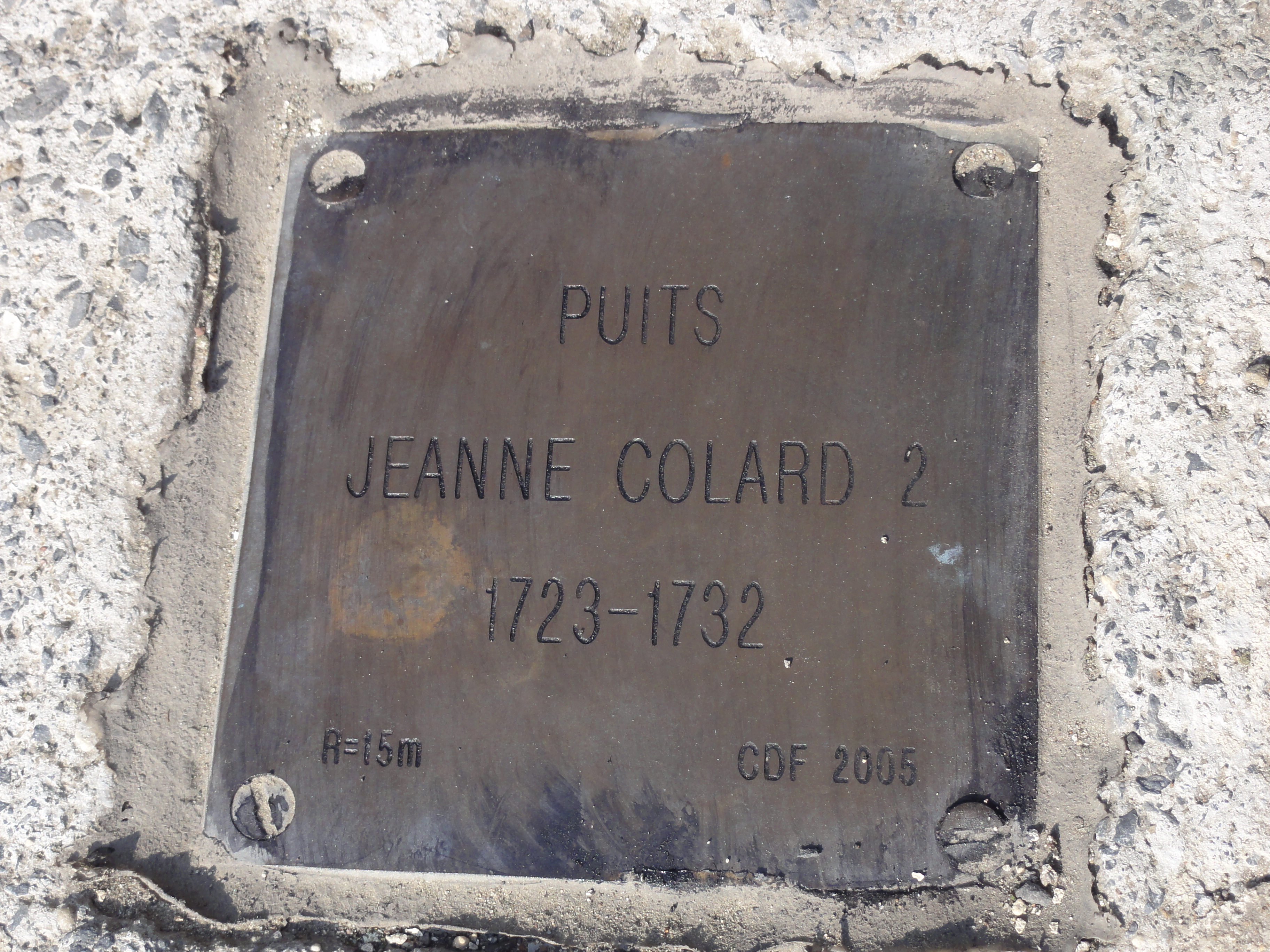
« Puits Jeanne Colard 2, 1723-1732 ».
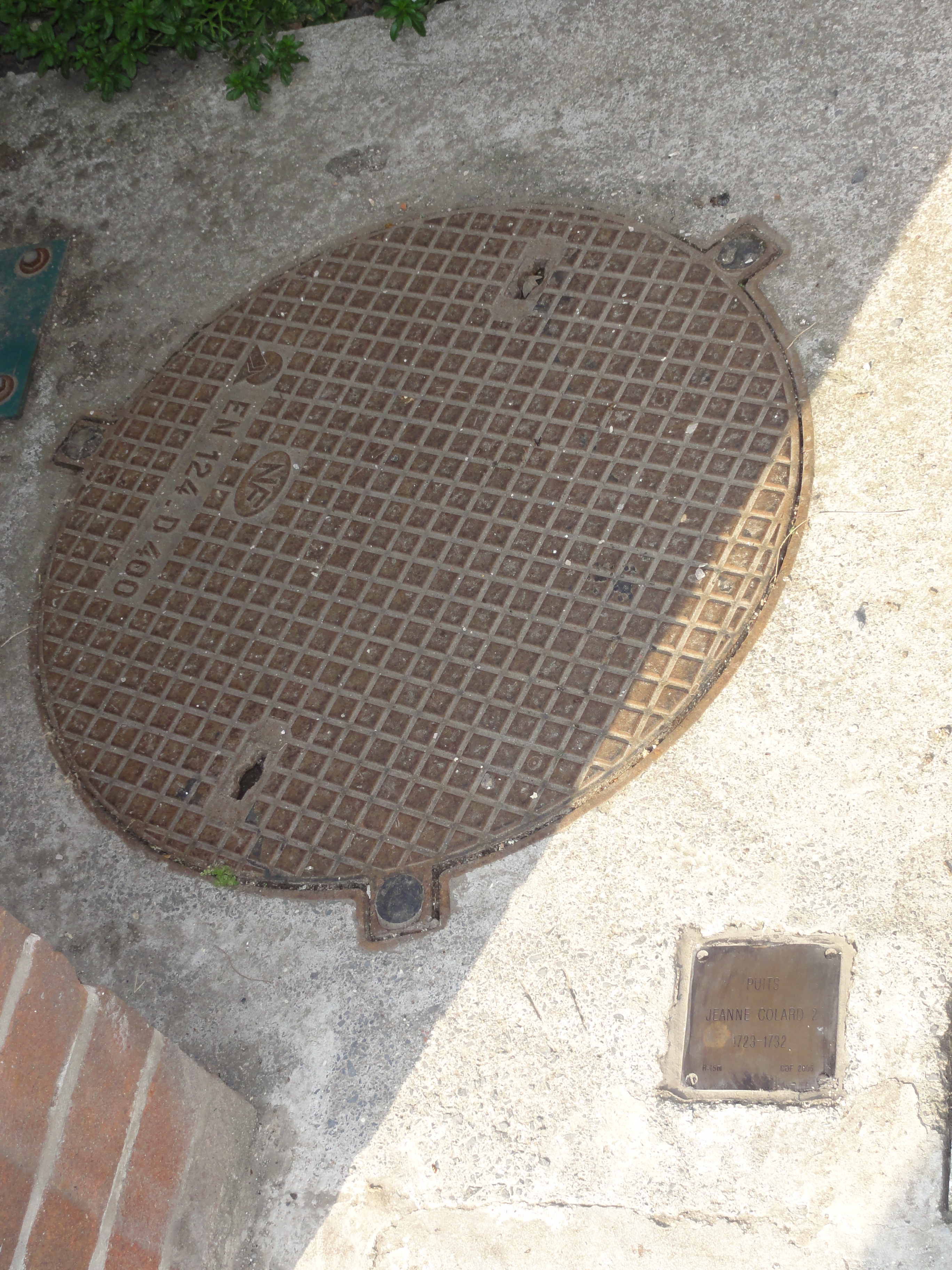
La tête de puits matérialisée no 2, équipée d'un exutoire de grisou.
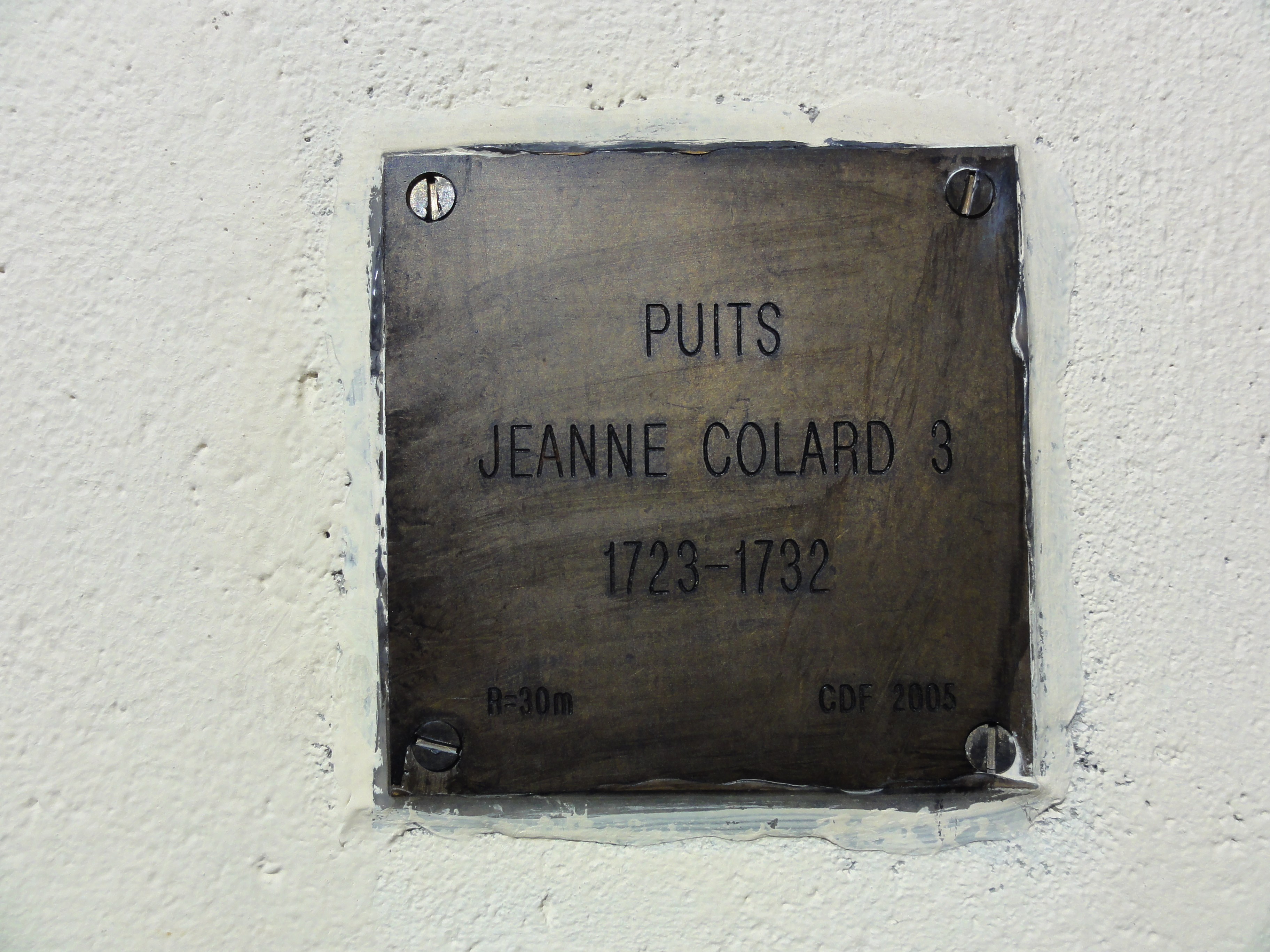
« Puits Jeanne Colard 3, 1723-1732 ».
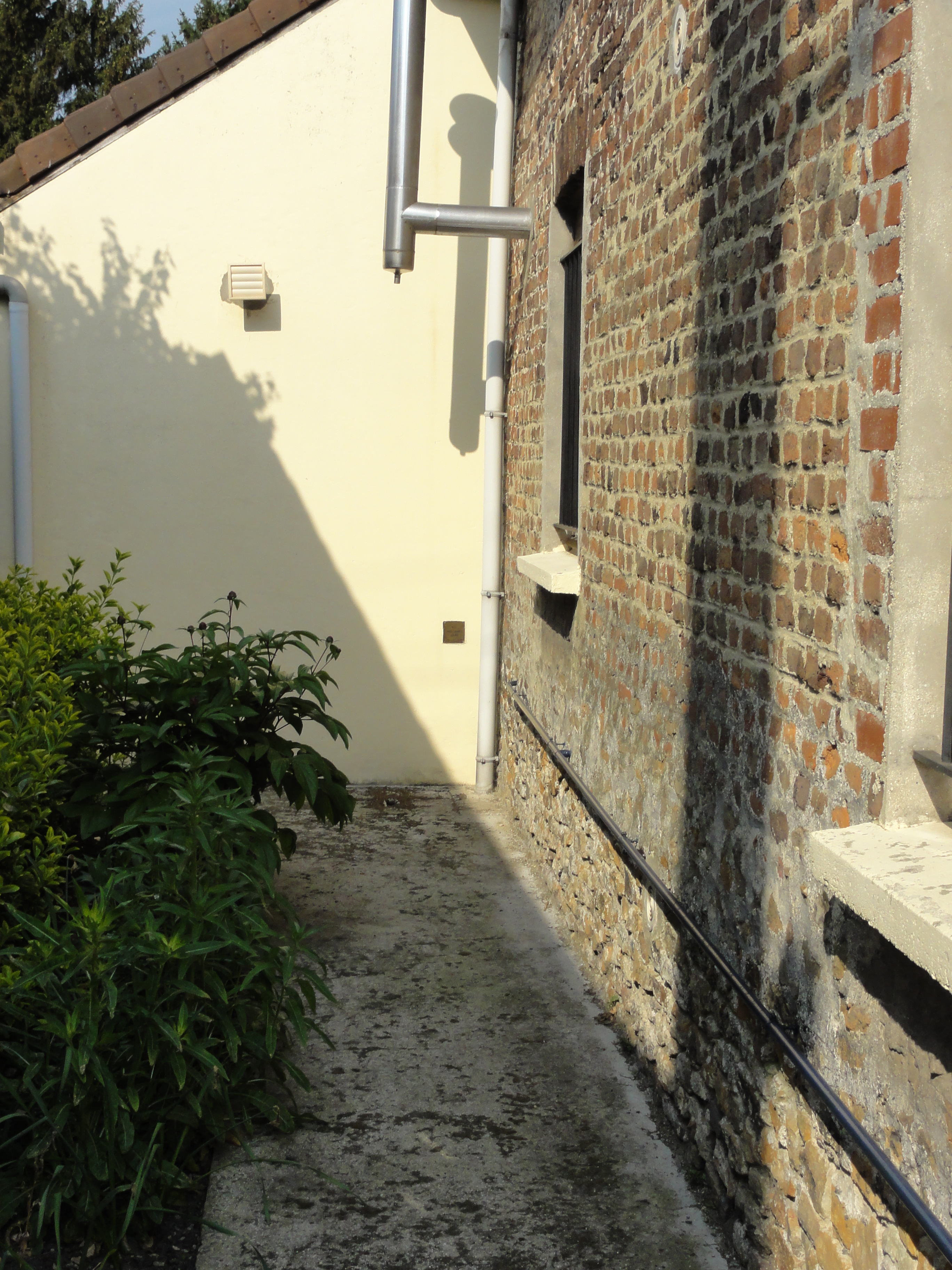
La plaque d'identification du puits no 3 dans son environnement.

## Le monument à la découverte du charbon

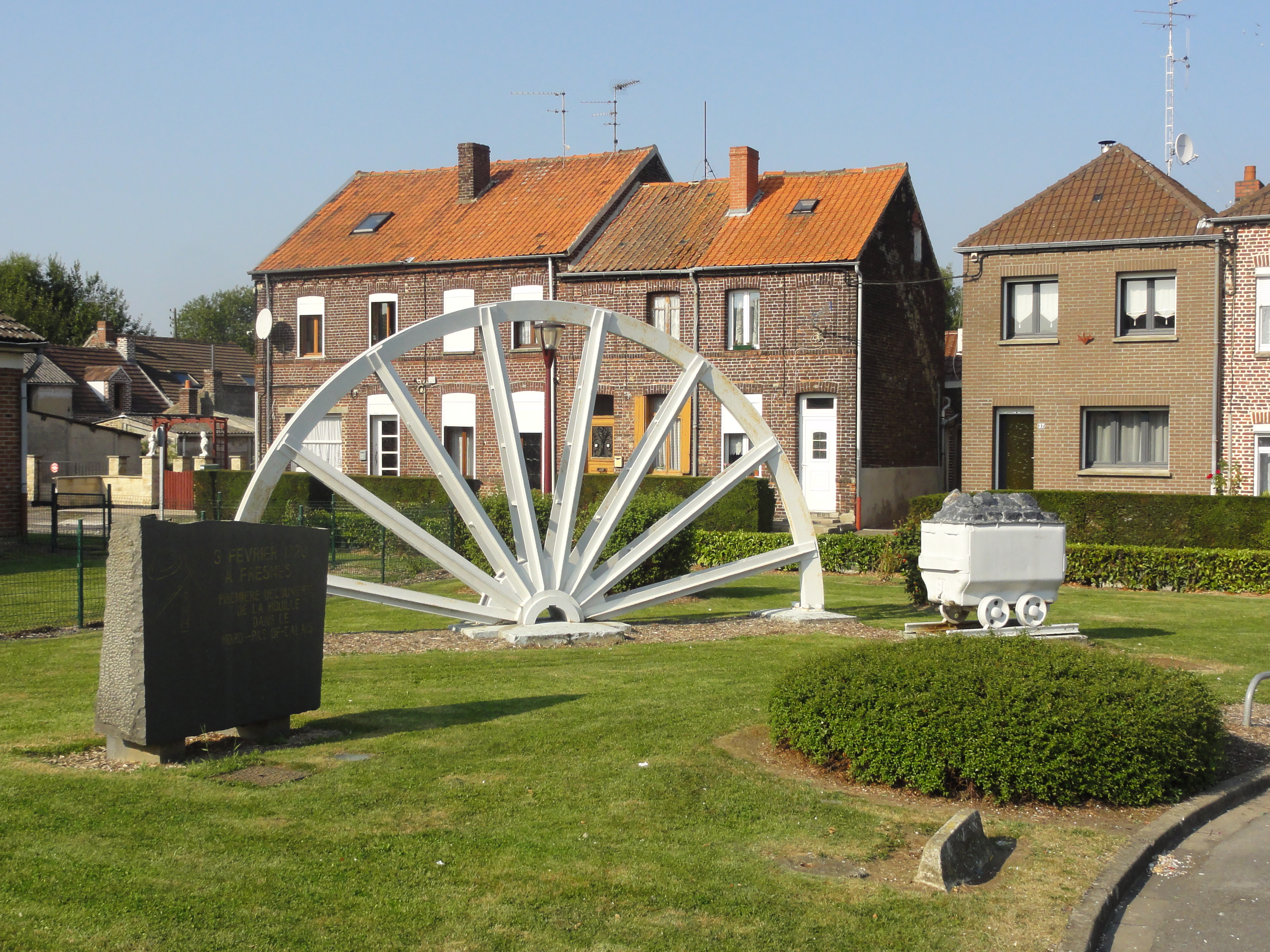
Le monument à la découverte du charbon.

50° 26′ 14″ N, 3° 33′ 33″ E
Google Maps
Le monument à la découverte du charbon fait partie des 353 éléments répartis sur 109 sites qui ont été inscrits le 30 juin 2012 sur la liste patrimoine mondial de l'Unesco. Il constitue le site no 1. La découverte a eu lieu quelques centaines de mètres au nord-ouest à la fosse Jeanne Colard.